# A661 (motorväg, Tyskland)
A661 är en 40 kilometer lång motorväg som går mellan Oberursel och Egelsbach i Hessen, Tyskland.

## Trafikplatser
|  | Nr | Skyltning                                                |
|  | 1  | Oberursel-Nord                                           |
|  | 2  | Oberursel                                                |
|  | 3  | Bad Homburg                                              |
|  | 4  | Bad Homburger Kreuz E 451                                |
|  | 5  | Frankfurt-Nieder-Eschbach                                |
|  | 6  | Frankfurt-Heddernheim                                    |
|  | 7  | Frankfurt-Eckenheim                                      |
|  | 8  | Preungesheimer                                           |
|  | 9  | Frankfurt-Friedberger Landstraße                         |
|  | 14 | Frankfurt Ostend/Frankfurt-Bornheim/Frankfurt Riederwald |
|  | 15 | Offenbach-Kaiserlei                                      |
|  | 16 | Offenbach-Taunusring                                     |
|  | 17 | Offenbacher Kreuz E 42                                   |
|  | 18 | Neu-Isenburg                                             |
|  | 19 | Dreieich                                                 |
|  | 20 | Langen                                                   |
|  | 21 | Egelsbach                                                |

## Galleri

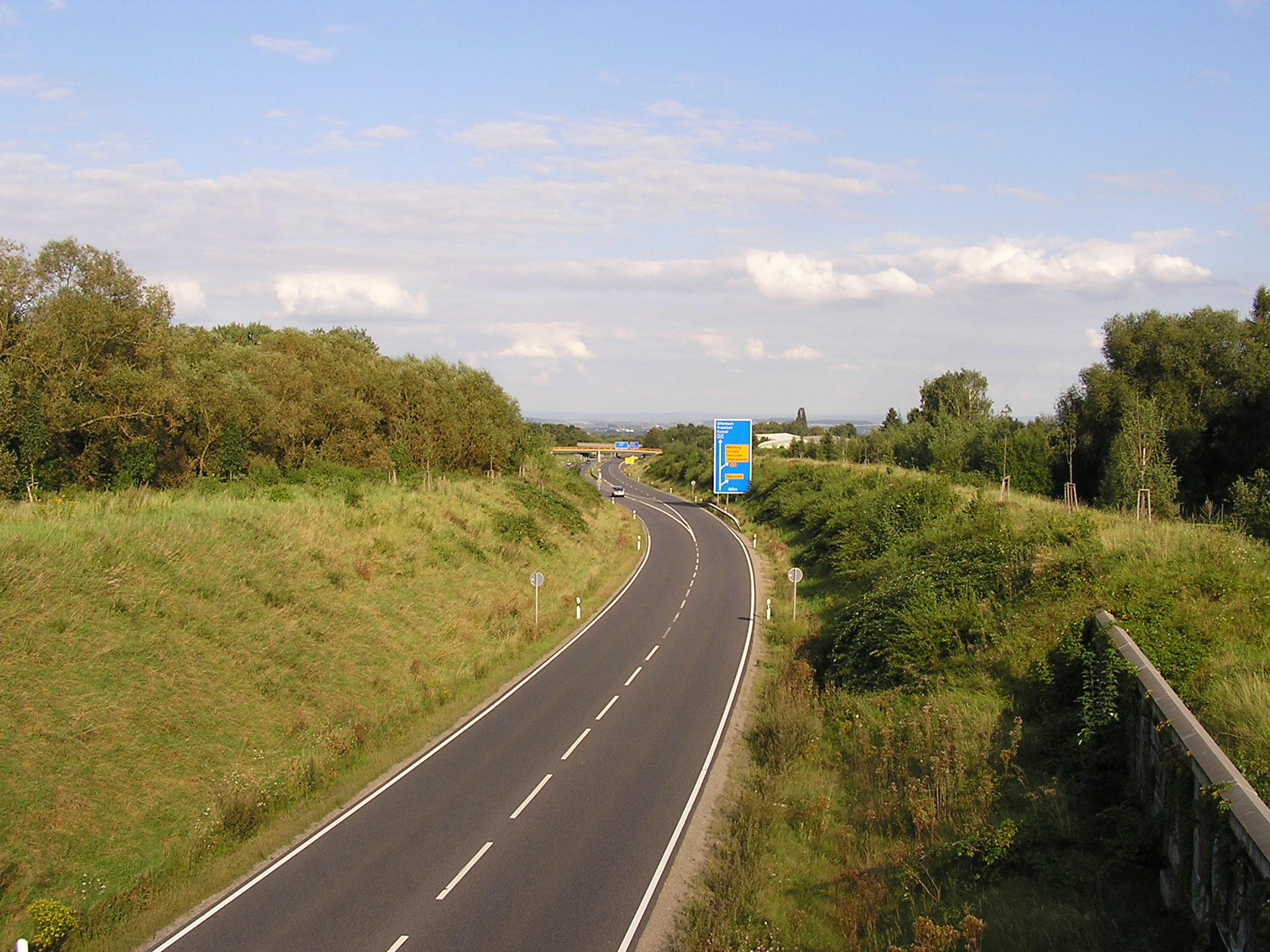
A661:s början i Oberursel.
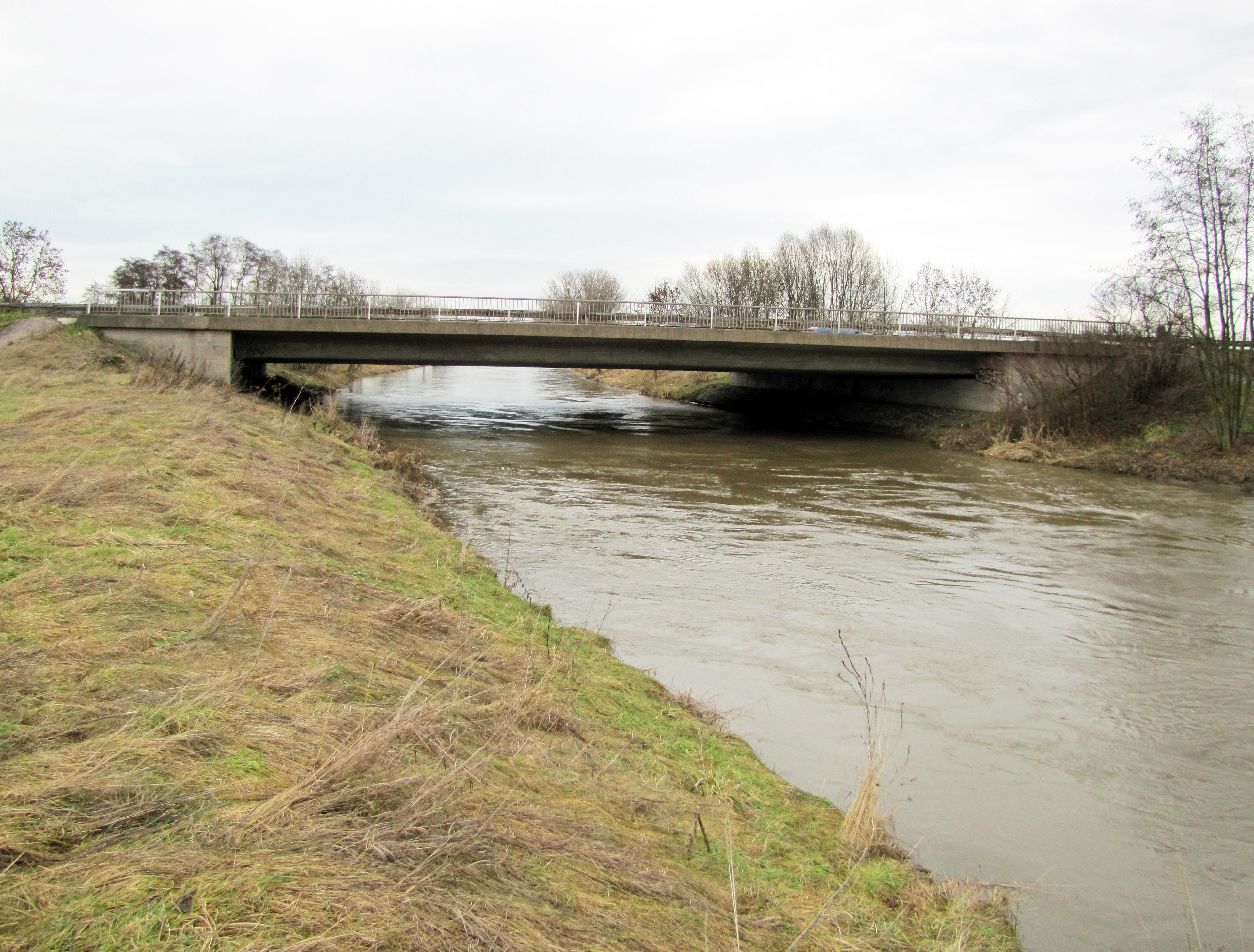
Bro över floden Nidda.